# Mersei Miklós
Mersei Miklós (Budapest, 1941. szeptember 11. – Budapest, 2020. február 5.) magyar operaénekes (bariton). Kalmár Magda operaénekes férje, Mersei Zsolt klarinétművész édesapja.

## Életpályája
A Bartók Béla Zeneművészeti Szakközépiskolában Fábry Editnél tanult énekelni. 1967–1970 között a Magyar Állami Operaház énekkari tagja, 1973–1996 között magánénekese volt. 1970–1973 között a Debreceni Csokonai Színház tagja volt. 1977-ig M. Nagy Miklósként szerepelt. 1996-ban nyugdíjba vonult. 2021-ben a Magyar Állami Operaház örökös tagja lett.
Sikerrel alakította Verdi, Puccini operáinak baritonszerepeit.

## Szerepei
- Leoncavallo: Bajazzók – 1. pór; Silvio
- Verdi: Don Carlos – Flamand küldöttek
- Beethoven: Fidelio – Első tiszt
- Puccini: Manon Lescaut – Lescaut hadnagy
- Monteverdi: Poppea megkoronázása – Libertus
- Erkel Ferenc: Bánk bán – Sólom mester
- Gershwin: Porgy és Bess – Frazier
- Szokolay Sándor: Sámson – Kodron
- Verdi: Macbeth – Macbeth szolgája
- Verdi: Traviata – Douphol báró
- Rossini: A sevillai borbély – Őrtiszt
- Puccini: Bohémélet – Schaunard
- Gounod: Faust – Wagner
- Bizet: Carmen – Morales
- Monteverdi: Poppea megkoronázása – II. katona; Libertus
- Britten: Koldusopera – Mat
- Mozart: A varázsfuvola – Papageno
- Kodály Zoltán: Háry János – Ebelasztin lovag; A diák
- Giordano: André Chénier – Roucher
- Puccini: Gianni Schicchi – Marco
- Verdi: A lombardok az első keresztes hadjáratban – Pirro
- Stravinsky: The Rake’s progress – Ápoló
- Offenbach: Hoffmann meséi – Schlemil; Hermann
- Prokofjev: Eljegyzés a kolostorban – Pater Charteus/2. maszk
- Massenet: Werther – Johann
- Erkel Ferenc: Hunyadi László – Rozgonyi; Szilágyi Mihály
- Csajkovszkij: Anyegin – Zareckij
- Verdi: Az álarcosbál – Silvano/Christiano
- Wagner: A nürnbergi mesterdalnokok – Hermann Ortel
- Szokolay Sándor: Ecce homo – Kosztantisz
- Mozart: Figaro házassága – Antonio
- Wagner: Trisztán és Izolda – Kormányos

## Díjai
- Bartók Béla–Pásztory Ditta-díj (1992)